# Guillaume de Boisratier
Guillaume de Boisratier, né en ? à Bourges et mort en ?, est un évêque puis archevêque français. Il fut désigné comme adjoint aux cardinaux lors l'élection du pape Martin V.

## Biographie
Né à Bourges, il est reçu docteur en jurisprudence à Bologne. Le roi Charles VI de France le nomme alors maître des requêtes et le choisit comme secrétaire. En 1408, alors qu'il occupe le poste de chancelier pour le duc du Berry, il est ordonné évêque de Mende. Son nom est resté dans le vocable de l'église de Mende comme Guillaume IX de Boisratier, étant le septième évêque à se prénommer Guillaume. L'accession à l'évêché lui confère également le titre de comte de Gévaudan, ce titre étant dévoué aux évêques de Mende, depuis l'acte de paréage signé en 1307 par le roi et Guillaume Durand.
Il ne reste cependant que peu de temps à la tête de l'évêché mendois, puisqu'il accède à l'archevêché de Bourges en octobre 1409. 
Il participe aux côtés des Armagnacs à la défense de la ville fortifiée de Bourges assiégée par le Parti Bourguignon en 1412.
En 1417, il assiste au concile de Constance. Puis il fut désigné comme adjoint aux cardinaux lors l'élection du pape Martin V.